# GIANTmicrobes
GIANTmicrobes è una società di giocattoli con sede a Stamford, Connecticut. L'azienda è nota per la produzione di peluche simili a microbi, importanti agenti patogeni o insetti. I giocattoli, che prendono il nome dell'azienda stessa, sono disponibili via Internet o in prossimità di strutture mediche, negozi di giocattoli, farmacie e altri luoghi legati alla salute. Molti di questi giocattoli sono esposti presso il MoMa. Scopo della loro creazione è principalmente legato all'istruzione e all'umorismo. Diffusi e tradotti in 8 lingue presso il Nord America e l'Europa.

## Aspetto
Ogni pupazzo misura circa 5-7 pollici di lunghezza e il loro aspetto è basato su quello dei microbi reali visti attraverso il microscopio elettronico, dando così l'idea di essere una versione milioni di volte ingrandita di tale organismo. Per renderli amabili al pubblico, l'azienda si è presa qualche libera licenza circa sulla loro progettazione, rendendoli molto colorati e pelosi. Inoltre sono stati aggiunti ulteriori elementi di antropomorfismo quali gli occhi o, in alcuni casi, visi.
I pupazzi sono molto realistici, soprattutto per quanto riguarda le caratteristiche salienti dei loro omonimi biologici, come la presenza di glicoproteine sulla superficie, ciglia, flagelli e la morfologia in generale. Inoltre ogni pupazzo è dotato di una fotografia al microscopio del microbo reale, con la sua nomenclatura scientifica e le informazioni base sui sintomi che quel microbo può provocare.
Di recente, i pupazzi sono stati resi disponibili in versioni ridotte ("minimicrobes"), confezionati in numero di tre dentro un contenitore a forma di Piastra di Petri, e in versioni ulteriormente ingrandite ("GIGANTICmicrobes"), lunghi 15-20 pollici.
L'azienda produttrice ha raggruppato i vari microbi in diverse categorie. A partire dal 2007 ne esistono 14 categorie: Salute, Malattie, Calamità, Creature, Alimentari, Esotici, Veneree, Aerei, Ambulanti, Serraglio, Acquatici, Corporei, Tropicali e Infirmaries. Esiste una categoria più piccola denominata "Professionale", orientata per i professionisti della salute.
Alcuni di questi peluche sono disponibili solamente su suolo statunitense. Altri presentano delle caratteristiche uniche, come varie versioni colorate oppure come la cellula muscolare che possiede proprietà contraenti. Vari virus sono stati trasformati in buffi personaggi in vinile; tra questi vi sono il Dr. Larkin (influenza), Sniffles (raffreddore), Bellie mal di stomaco, Ahhh-Ibert (mal di gola), Smooch (malattia del bacio), Mortimer (peste nera), Nibble (Cimice dei letti e Noodle (Neurone).
Nel 2006 è stato distribuito un peluche disponibile solo in Germania. Si chiama "Fussball Fieber" (letteralmente "febbre da calcio"), ed è stato distribuito per la coppa del mondo di calcio.
Oltre ai peluche, l'azienda vende gadget, capi di abbigliamento e mini set con temi festosi.
Verso il 2013 la GIANTmicrobes è il collaborazione con la Computer Virus Dolls, un sito creato da Drew Oliver che vende peluche di virus informatici.

## Accoglienza
The Sun ha riferito che molte persone non vorrebbero "coccolare" microbi come l'E. coli e Streptococcus perché troppo somiglianti alle loro controparti reali, ingrandite un milione di volte. Tuttavia, l'"esperta della genitorialità" del The Sun Catherine Hanly cita che il tema scientifico unito agli sguardi amichevoli dei peluche sono un appello per i bambini e gli adulti. James Pritchard-Barrett, un distributore di giocattoli britannico, afferma scherzosamente: "Si sta diffondendo come una pandemia - e non solo tra i bambini, ma anche tra gli operatori sanitari e gli studenti di medicina". Stessa notizia è apparsa anche su The Daily Telegraph.
Chris Hinton scrive su Wired l'intera gamma di giocattoli, suggerendo che possano suscitare nei piccoli l'interesse verso il mondo microscopico, giocandoci allo stesso tempo.
Anna Kuchment su Newsweek scrive che il designer della linea di giocattoli Drew Oliver si sia ispirato ad un'opera di Richard Feynman, Surely You're Joking, Mr Feynman!, che secondo l'autore credeva di vedere un microbo in una goccia d'acqua. Kuchment descrive il prodotto come scherzoso ed educativo, difficile da metterlo sul mercato, ma ammirando l'entusiasmo contagioso di Oliver.

## Elenco di microbi
Sono presenti in totale un centinaio di tipi di microbi. Qui di seguito l'elenco compreso il loro nomi inglesi:

### Salute
A questa categoria vi appartengono i malanni standard, che si possono prendere durante i periodi invernali.
- Influenza (The Flu)
- Raffreddore (The Common Cold)
- Mal di Stomaco (Stomach Ache)
- Mal di Gola (Sore Throat)
- Mal d'Orecchi (Ear Ache)
- Tosse (Cough)

### Malattie
A questa categoria vi appartengono malattie varie, legate allo sport, alle relazioni di coppia e a varie altre situazioni.
- Alitosi (Bad Breath)
- Malattia del Bacio ("Mono" Kissing Disease)
- Piede d'atleta (Athletes' Foot)
- Ulcera (Ulcer)
- Brufolo o Acne (Acne Pimple)
- Giardia (Giardia)
- Diarrea (Diarrhea)
- Febbre da fieno (Hay Fever)
- Rotavirus (esclusiva statunitense)
- Norovirus (Stomach Flu Norovirus)

### Esotici
A questa categoria vi appartengono virus non comuni o di varia tipologia, alcuni da studiare e altri noti per la loro pericolosità. In un caso è del tutto inventato.
- Vita marziana (Martian Life)
- Febbre del calcio (Fussballfieber, malattia inventata, esclusiva tedesca)
- Batteriofago T4 (T4)
- Penicillina (Penicillin)
- Influenza Aviaria (Bird Flu)
- Influenza Suina (Swine Flu)
- C. Elegans (C. elegans)
- Ameba Mangia-Cervello (Brain-Eating Amoeba)
- Babesia (esclusiva statunitense)
- Lebbra (Leprosy)

### Calamità
A questa categoria vi appartengono malattie note per aver decimato intere civiltà per decenni.
- Peste Nera (The Plague Black Death)
- Ebola (Ebola)
- Batterio Mangia-Carne (Flesh-Eating)
- Mucca-Pazza (Mad Cow)
- Febbre Tifoide (Typhoid Fever)
- Antrace (Anthrax)
- Colera (Cholera)
- Febbre Dengue (Dengue Fever)
- Botulismo (Botulism)

### Creature
A questa categoria vi appartengono insetti e parassiti spesso nocivi alla salute.
- Acaro Della Polvere (Dust Mite)
- Cimice dei Letti (Bed Bug)
- Tarlo (Bookworm)
- Pidocchio (Head Lice Louse)
- Pulce (Flea)
- Larva di mosca verde o Verme (Maggot)
- Formica Nera (Black Ant)
- Formica Rossa (Red Ant)
- Zecca (Tick)
- Topo Bianco da Laboratorio (White Lab Mouse, BALB/C)
- Tenia (Tapeworm)
- Topo Nero da Laboratorio (White Lab Mouse, C57BL/6)

### Acquatici
A questa categoria vi appartengono microscopiche forme di vita che abitano tra le acque.
- Alghe (Algae)
- Melma (Scum)
- Lucciola del Mare (Sea Sparkle)
- Marea Rossa (Red Tide)
- Krill (Krill)
- Ameba (Amoeba, di colori arancio, blu e giallo)
- Orso d'Acqua (Waterbear)
- Copepodi (Copepod)
- Paramecio (Paramecium)
- Rotifera (Rotifer)
- Pesce Foraggio
- Sanguisuga (Leech)

### Veneree
A questa categoria vi appartengono malattie trasmissibili sessualmente.
- Gonorrea (The Clap - Gonorrhea)
- Sifilide (The Pox - Syphilis)
- Herpes (Herpes)
- Clamydia (Chlamydia)
- HPV (HPV)
- Triocomoniasi (Trichomoniasis)
- Pidocchio del Pube ("Crabs" Crab Louse)
- Candida (Candida)

### Alimentari
A questa categoria vi appartengono microbi legati al mondo alimentare, alcuni utili alla digestione e altri che provocano disturbi.
- E. Coli (E. coli)
- Salmonella (Salmonella)
- Lievito o Pane e Birra (Beer & Bread o Yeast)
- Carie (Cavity)
- Yogurt (Yogurt)
- Acidofilo (Acidophilus)
- Listeria (Listeria)
- Intossicazione alimentare (Food Poisoning)
- Bifidobatteri (Bifido)

### Corporei
A questa categoria vi appartengono le varie cellule di cui è composto l'organismo umano.
- Globuli Rossi (Red Blood Cell)
- Globulo Bianchi (White Blood Cell)
- Cellula Cerebrale (Brain Cell)
- Cellula Adiposa (Fat Cell)
- Cellula Ovulo o Cellula Uovo (Egg Cell)
- Cellula Spermatica (Sperm Cell)
- Cellula Nervosa (Nerve Cell)
- Piastrina (Platelet)
- Cellula Staminale (Stem Cell)
- Cellula Ossea (Bone Cell)
- Cellula della Pelle (Skin Cell)
- Cellula Muscolare (Muscle Cell)
- Cellula del Fegato (Liver Cell)
- Plasma (Plasma)
- Anticorpo (Antibody) con Antigene (Antigen)
- Occhio: Bastoncello e Cono (Eye: Rod & Cone)
- Cellula cardiaca (Heart cell)
- Essere umano (Human Being)
- DNA (DNA)
- Capello (Pilus, di colori nero, biondo, castano, grigio e rosso)
- Cuore (Heart)
- Cervello (Brain)

### Aerei
A questa categoria vi appartengono gli insetti volanti.
- Mosca (House Fly)
- Zanzara (Mosquito)
- Moscerino della Frutta (Fruit Fly)

### Serraglio
A questa categoria vi appartengono i microbi che danneggiano gli animali domestici.
- Filaria (Heartworm)
- Rogna (Mange)
- Rabbia (Rabies)
- Toxoplasmosi (Toxoplasmosis)

### Tropicali
A questa categoria vi appartengono malattie che si possono contrarre ai tropici.
- Malaria (Malaria)
- Gangrena (Gangrene)
- Malattia del Sonno (Sleeping Sickness)
- Leishmania (Leishmania)
- Morbo di chagas (Chagas)
- Virus del Nilo occidentale (West Nile)
- Leishmania (Leishmania)
- Morbo di Chagas (Chagas)

### Ambulanti
A questa categoria vi appartengono malattie che si contraggono all'aperto. Ve n'è soltanto uno.
- Malattia di Lyme (Lyme Disease)

### Infirmaries
A questa categoria vi appartengono malattie innocue che si possono facilmente medicare nelle infermerie.
- MRSA (MRSA)
- Muffa nera (Toxis Mold)
- Varicella (Chickenpox)
- Polmonite (Pneumonia)
- Stafilococco (Staph)
- C. Diff (C.Diff)
- Morbillo (Measles)
- Rosolia (Rubella)
- Meningite
- Tetano

### Professionali
A questa categoria vi appartengono le malattie più pericolose, altamente infettive e attuali. La categoria è orientata per i professionisti della salute.
- HIV Aids (Aids H.I.V.)
- Epatite (HCV Hepatits)
- Tubercolosi (Tubercolosis, TB)
- Poliomielite (Polio)
- Cancro (Cancer)
- Carcinoma della Prostata (Prostate Cancer)
- Neoplasie della Mammella (Breast Cancer)

### Altri
- Diabete Cellule Beta con Insulina di plastica (Diabetes Beta Cell - Insulin, β cells)
- Euglena (Euglena)
- Virus di Zombie (Pithovirus sibericum)
- Arma Biologica[8]
- Nano-Virus[8]
- Verme Neurax[8]

#### Computer Virus
Grazie alla collaborazione della GIANTmicrobes con la Computer Virus dolls, sono disponibili anche i cosiddetti virus informatici, programmi non dannosi per l'uomo, ma di certo lo sono per i computer. Hanno origine artificiale e spesso sono creati intenzionalmente.
- Virus informatico
- Worm
- Trojan
- Malware
- Bug
- Bot
- Computer zombie
- Macro

### Altre fonti
- Whitney Matheson, This spring, cuddle up with your favorite germs, in USA Today, 14 aprile 2011. URL consultato il 4 giugno 2011.
- Hinton, Chris, Giant cuddly diseases make illness less scary for kids, su wired.co.uk, Wired.co.uk, 8 giugno 2010. URL consultato il 27 aprile 2012 (archiviato dall'url originale il 15 aprile 2012).